# Дуптун
Дуптун (Тиберий Юлий Дуптун Филоцезар Филоромеос Эвсеб; лат. Tiberius Iulius Doiptounes Philocaesar Philoromaios Eusebes; V век) — царь Боспора в 391—402 или 470/474—491/500 годах.

## Биография
Происхождение Дуптуна точно неизвестно: по разным версиям, он был сыном царя Рескупорида VIII или родственником царя Рескупорида IX. Основные сведения о Дуптуне содержатся в надписи КБН 67, где сообщается о сооружении башни. Наибольшие трудности вызывает датировка надписи. Э. Миннз датировал её 383 годом, Ю. Кулаковский относил надпись к 522 году, В. Латышев — к 402 году и наиболее убедительно обосновал эту точку зрения. Сооружение башни при Дуптуне последний связывал с перестройкой оборонительных сооружений в Пантикапее из-за того, что сильно уменьшившийся в размерах город уже не мог использовать старую оборонительную систему. Согласно этой гипотезе, Дуптун был сыном или родственником Рескупорида VIII (или, менее вероятно, Савромата VI). Он царствовал с 391 до 402 года, а после него престол унаследовал его брат или родственник Тейран II. В 1998 году Ю. Виноградов заново рассмотрел надпись и отнес её к 483 году (две последние цифры совпадают с датировкой Миннза). 
В настоящее время бо́льшая часть исследователей относит правление Дуптуна к последним десятилетиям V века. Точная дата его восхождения на престол неизвестна. Получение им власти над Боспорским царством связывают с поражениями гуннов от германцев и императорских войск в 450—460-х годах. В 469 году после поражений от остготов и римлян утигуры (часть гуннов) двинулись на восток и захватили Крым, нанеся поражение готам-тетраксинам. Прокопий Кесарийский писал, что, столкнувшись в восточном Крыму с готами, утигуры оттеснили их частично в Крымские горы, частично в Прикубанье. До 474 года европейская часть Боспорского царства была освобождена, при этом был свергнут готский царь Боспора Гадигез. В это время (середина 470-х годов) Дуптун и занял трон. Учитывая гуннское происхождение имени нового боспорского царя, предполагается, что Дуптун мог быть гуннским аристократом, женатым на представительнице свергнутой династии Тибериев Юлиев (Савроматов). Впрочем, возможно он был сыном гуннского принца или принцессы от боспорского аристократа (аристократки).
Дуптун был сторонником союза с Восточной Римской империей, о чём свидетельствует возрождение им старинной титулатуры династии Тибериев Юлиев. Область, которую он контролировал, охватывала восточную часть Керченского полуострова (от города Киммерик) и Таманский полуостров (до района современного Новороссийска в России). При поддержке гуннов Дуптун добился мира с готами, господствовавшими в Прикубанье. В то же время Дуптун сохранял мир и с соседними варварами. Таким образом, правитель Боспорского царства превратился в посредника между гуннами, готами и Восточной Римской империей. Основными видами экспорта из Боспора были меха, рабы и зерно.
Вместе с тем Дуптун не смог восстановить границы Пантикапея, о чём свидетельствует основная надпись с именем этого царя, который соорудил башню в рамках оборонной системы, ближе к Керченскому проливу. Впрочем, торговые и культурные контакты с Константинополем усилились. Признаком частичного возрождения является строительство многочисленных церквей и базилик в Пантикапее и Тиритаке. В то же время при Дуптуне усилилось влияние старой боспорской знати.
Завершение правления Дуптуна доподлинно неизвестно: считается, что он оставался царем до 490-х годов, возможно до 500 года, но это не очень вероятно.
После смерти Дуптуна имена боспорских царей неизвестны. Выдвигается теория, что учитывая маленький размер государства и значительное влияние знати и духовенства, которые правили в отдельных городах и поселениях, здесь образовалось своеобразное регентство или аристократическое (олигархическое) правление во главе с архонтом или епископом Пантикапея (Боспора) под гуннским протекторатом. Эта теория связана с тем, что следующим правителем Боспора был утигур Грод, имевший титул архонта.